# Paragem de Povoença
A Paragem de Povoença foi uma gare da Linha do Minho, que servia a localidade de Povoença, no concelho de Viana do Castelo, em Portugal.

## História
Esta interface situava-se no troço da Linha do Minho entre as estações de Darque e Caminha, que foi aberto no dia 1 de Julho de 1878.
Em Junho de 1913, era servida pelos comboios tramways entre Viana do Castelo e Valença.